# راي باكلي
راي باكلي هو سياسي أسترالي، ولد في 11 فبراير 1912 في هورشام في أستراليا، وتوفي في 27 يونيو 1989. نشط حزبياً في الحزب الوطني الأسترالي - فيكتوريا ‏. وقد انتخب عضو الجمعية التشريعية  في فيكتوريا ‏ عن دائرة Electoral district of Lowan ‏ (29 أبريل 1967 – 18 مايو 1970).